# Santiago de Cabo Verde
Santiago de Cabo Verde es una ciudad caboverdiana del municipio de Ribeira Grande de Santiago.

## Geografía
La ciudad está situada en la isla de Santiago.

## Organización territorial
La ciudad abarca los lugares y barrios de:
- Achada de Cidade Velha
- Achada Poça
- Convento
- Escada Branca
- Laranjinha
- Rua Banana
- Rua Calhau
- Rua Carreira
- Santa Marta
- São Braz
- São Sebastião
- Sucupira (Porto Santo António)

## Demografía
Gráfica demográfica de la ciudad de Santiago de Cabo Verde:
| Gráfica de evolución demográfica de Santiago de Cabo Verde entre 2010 y 2021 |
|                                                                              |

## Centro histórico de Cidade Velha
El centro histórico de la ciudad, llamado Cidade Velha, fue catalogada como una de las Siete Maravillas de Origen Portugués en el Mundo el 10 de junio de 2009, después de un proceso público de votación de los diferentes monumentos construidos por Portugal en el mundo.
Debido a su rica tradición histórica (con un rico patrimonio arquitectónico en su haber), el 26 de junio de 2009 Cidade Velha fue declarada Patrimonio de la Humanidad por la UNESCO.

### Historia

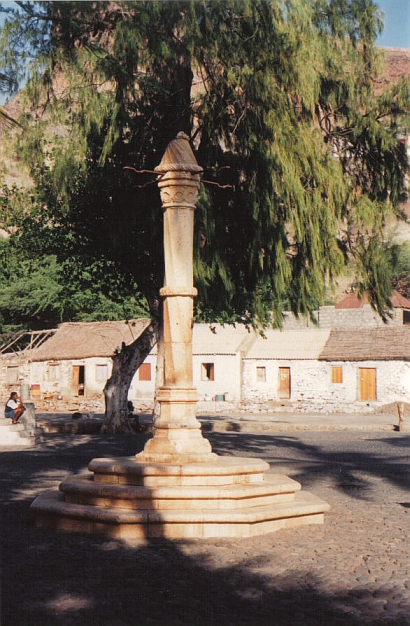
Picota de Cidade Velha.

Cidade Velha fue la primera población construida por los colonos europeos en la zona de trópicos africanos, y la primera capital de Cabo Verde, con el nombre de Ribeira Grande, aunque posteriormente cambió de nombre debido a las confusiones con Ribeira Grande, una población homónima situada en otra isla. La ciudad se fundó y se desarrolló gracias al comercio de esclavos provenientes de Guinea Bissau y Sierra Leona, principalmente.
La población fue puerto y lugar de parada de dos de los grandes navegadores históricos, Vasco da Gama, en 1497, en su ruta hacia India, y Cristóbal Colón, en 1498, cuando se disponía a realizar su tercer viaje a América.
En 2000 se inició un trabajo de sub-coordinación del arquitecto Siza Vieira, para preparar la localidad a la candidatura como Patrimonio Mundial.

### Arquitectura

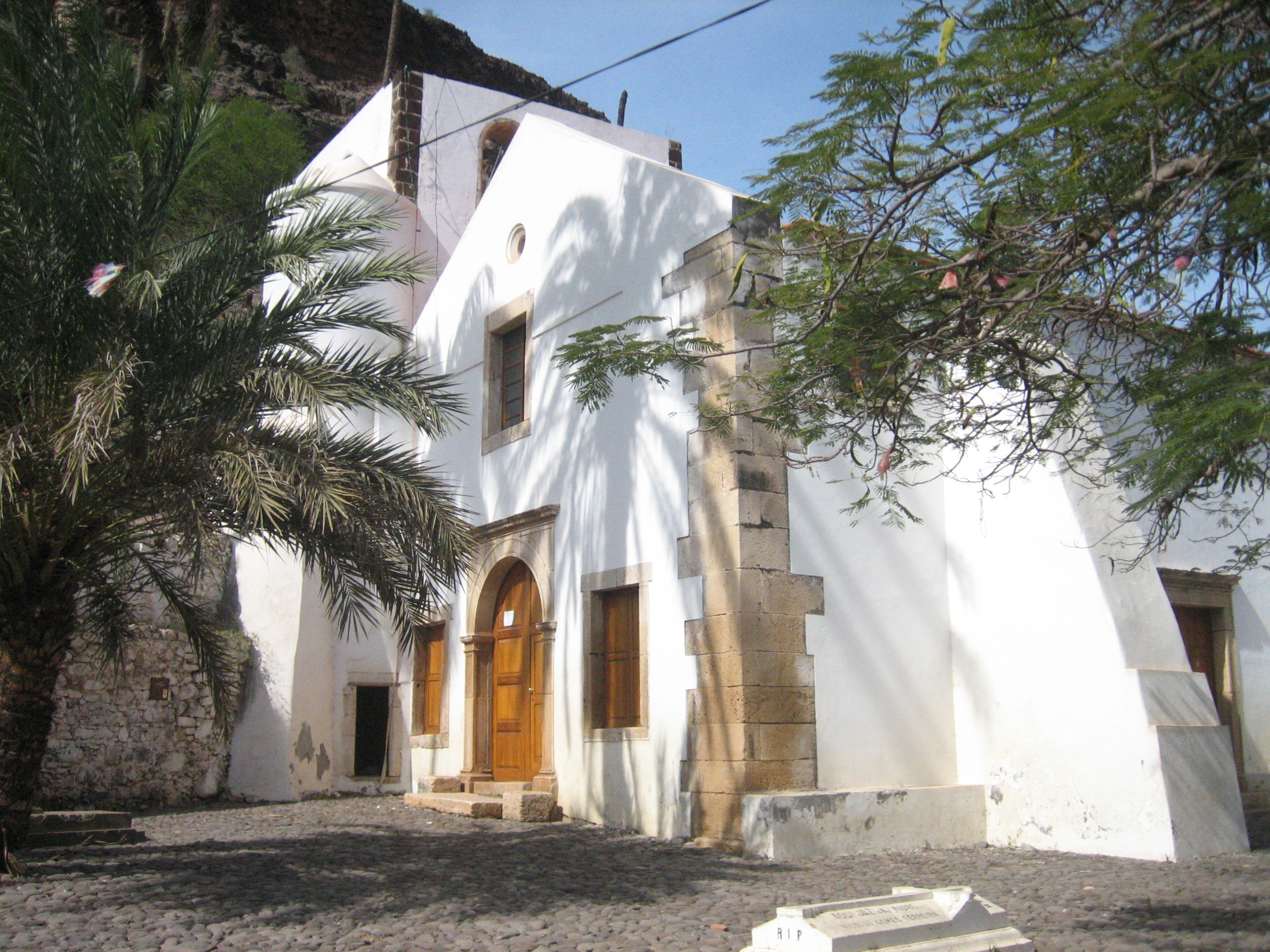
Iglesia de Nuestra Señora del Rosario (Igreja de Nossa Senhora do Rosário) la más antigua del mundo colonial, construida en 1495.

En 1520 fue construido el primer pelourinho o crucero de la isla (hoy día monumento de la plaza principal).
Cidade Velha posee un gran patrimonio arquitectónico, a raíz de la larga tradición cristiana de la isla. En ella se encuentra la iglesia de Nuestra Señora del Rosario, la iglesia colonial más antigua del mundo, de estilo manuelino (correspondiente al gótico portugués). La Rúa Banana, en la que se encuentra la iglesia, fue la primera calle urbanizada por los portugueses en la zona de trópicos.

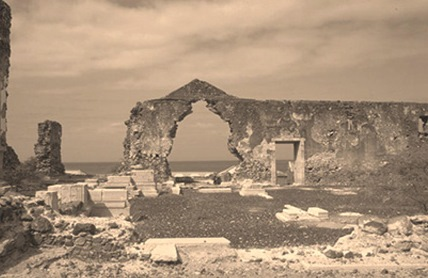
Ruínas da sé (de la Catedral de Sé), situadas en Cidade Velha.

La catedral de Sé de la ciudad comenzó a ser construida frente al mar en 1555, y fue terminada en 1693, cuando la ciudad ya había perdido gran parte de la relevancia de antaño. Fue atacada y destruida por piratas en 1712, siendo aún observables sus ruinas.
El Forte Real de São Felipe (Fuerte Real de San Felipe), que corona la ciudad desde una altura de 120 metros, fue construido en 1590 y tenía la función de defender la colonia de los posibles ataques franceses e ingleses.
El convento de San Francisco, data de mediados del siglo XVII, que sirvió de lugar de culto y formación. Fue atacado y parcialmente destruido por piratas en 1712.